# Ивановка (Жердевский район)
Ивановка — село в Жердевском районе Тамбовской области России.
Входит в Сукмановский сельсовет.

## География
Расположено на реке Карачан (притоке Хопра), в 19 км к востоку от райцентра, города Жердевка, и в 108 км по прямой к югу от центра города Тамбова.
В 12 км к западу находится село Сукмановка (центр сельсовета).

## Население
| 2002 | 2010 |
| ---- | ---- |
| 246  | ↘222 |

Согласно результатам переписи 2002 года, в национальной структуре населения русские составляли 97 % от жителей.